# Gălăbovo, Bulgaria
Gălăbovo (în bulgară Гълъбово) este un oraș în partea sud-estică a Bulgariei. Aparține de  Obștina Gălăbovo, Regiunea Stara Zagora. Localitatea se află într-o importantă regiune carboniferă (exploatarea  lignitului). Industria energetică.

## Demografie
Componența etnică a orașului Gălăbovo
     Romi (5,14%)
     Bulgari (89,49%)
     Nicio identificare (4,46%)
     Altele (1,73%)
La recensământul din 2011, populația orașului Gălăbovo era de 8.242 locuitori. Din punct de vedere etnic, majoritatea locuitorilor (89,49%) erau bulgari, cu o minoritate de romi (5,14%). Pentru 4,46% din locuitori nu este cunoscută apartenența etnică.

## Personalități născute aici
- Emilia Bashur (cunoscută ca Emilia, n. 1982), cântăreață.